# Кисмит (Канзас)
Кисмит (енгл. Kismet) град је у америчкој савезној држави Канзас.

## Демографија
По попису из 2010. године број становника је 459, што је 25 (-5,2%) становника мање него 2000. године.
| Група             | 2000.       | 2010.       |
| Белци             | 304 (62,8%) | 288 (62,7%) |
| Афроамериканци    | 6 (1,2%)    | 3 (0,7%)    |
| Азијати           | 0 (0,0%)    | 2 (0,4%)    |
| Хиспаноамериканци | 156 (32,2%) | 163 (35,5%) |
| Укупно            | 484         | 459         |